# Mord ist ihr Hobby: Mord in Dosen
Mord in Dosen (Originaltitel: Programmed for Murder) ist eine Episode der Kriminalfilm-Reihe Mord ist ihr Hobby aus dem Jahr 1992.

## Handlung
Jessica Fletchers Heimatort Cabot Cove in Maine ist so groß geworden, dass sich, neben Seth Hazlitt, ein zweiter Arzt niederlassen kann. Es ist der deutlich jüngere Jonas Beckwith. Zu seinen ersten Patientinnen gehört Eve Simson, bei der er eine Allergie gegen Druckerschwärze diagnostizieren kann.
Daheim schreibt Jessica an ihrem Computer, als mehrere Fehlermeldungen auftauchen. Da sie sich mit solchen Dingen nicht gut auskennt, bittet sie ihre Freundin Harriet, vorbeizuschauen und sich darum zu kümmern. Sie hatte, vor einigen Jahren, die kleine Software-Firma Alphadot gegründet. Zunächst hatte es ihr Spaß gemacht, mittlerweile ist es ihr aber deutlich zu stressig geworden, Daher hat sie vor, sie an John Halsey aus Boston, dem die Computerfirma Computanic gehört, zu verkaufen. Finanziert werden soll der Erwerb durch Rudy Ortega. Harriet hofft, dass sie dadurch ihre Ehe mit Allan, der gewerblich Blumen züchtet, noch retten kann.
Die Verhandlungen stehen kurz vor dem Abschluss. Harriets Bruder Doug Simmons, ein Rechtsanwalt, soll den Verkauf abwickeln. Er ist in Begleitung von Gretchen Price in den Ort gekommen, denn sie hatte im versprochen, ihn zu heiraten. Doch da bricht Harriet zusammen und sie muss ins Krankenhaus gebracht werden, wo sie stirbt. Ursache waren, nach einer ersten Einschätzung, innere Blutungen, ausgelöst durch ein Magengeschwür.
Nach der Autopsie durch den Gerichtsmediziner stellt sich heraus, dass sie eine Bluttransfusion erhalten hatte, aber mit der falschen Blutgruppe (AB statt Null negativ). Zunächst wird die Krankenschwester Laura Garrison für den Fehler verantwortlich gemacht und entlassen. Mit Hilfe von Sheriff Mort Metzger und Deputy Andy Broom kann Jessica nachweisen, dass dieses von vornherein geplant war, um Harriet zu töten. Tatsächlich wollte ihr Mann Allan sie loswerden, um mit Gretchen eine neue Beziehung einzugehen. Daher hatte er seiner Frau regelmäßig ein alkalisches Pflanzenschutzmittel verabreicht, um ihr Inneres zu verätzen, während Gretchen für die falschen Blutkonserven gesorgt hatte.

## Besetzung und Synchronisation
Die deutschsprachige Synchronfassung der Staffel entstand bei der Hermes Synchron in Potsdam unter der Dialogregie und nach Dialogbüchern von Almut Eggert, Frank Wesel und Anja Rohe.
| Figur                | Darsteller      | Deutscher Sprecher       |
| -------------------- | --------------- | ------------------------ |
| Jessica Fletcher     | Angela Lansbury | Dagmar Altrichter        |
| Gaststars            |                 |                          |
| Eve Simpson          | Julie Adams     | Kerstin Sanders-Dornseif |
| Dr. Jonas Beckwith   | Hunt Block      |                          |
| Harriet Simmons      | Judith Chapman  | Andrea Aust              |
| Rudy Ortega          | Tony Fields     | Jörg Hengstler           |
| John Halsey          | Boyd Gaines     | Mario von Jascheroff     |
| Gretchen Price       | Judith Hoag     | Arianne Borbach          |
| Doug Simmons         | Alex Hyde-White | Hubertus Bengsch         |
| Allan Wooster        | Will Lyman      | Bodo Wolf                |
| Sheriff Mort Metzger | Ron Masak       | Uwe Paulsen              |
| Dr. Seth Hazlitt     | William Windom  | Joachim Nottke           |
| Weitere Darsteller   |                 |                          |
| Laura Garrison       | Stacy Ray       | Katharina Gräfe          |
| Deputy Broom         | Louis Herthum   | Matthias Klages          |